# Plattform Wehrhaftes Österreich
Die Plattform Wehrpflicht für ein Wehrhaftes Österreich wurde am 22. September 2015 als „Dachverband der wehrpolitischen Vereine Österreichs“ gegründet. Der Dachverband ist parteipolitisch unabhängig und vertritt in Österreich über 250.000 Mitglieder. Er ist daher die „größte Lobby für das Österreichische Bundesheer“. Der Verband verfolgt zum Zweck des Erhalts und Ausbaus der Wehrhaftigkeit und Verteidigungsbereitschaft Österreichs
- das politische Eintreten für die allgemeine Wehrpflicht gem. Art. 9a Abs. 3 B-VG,
- das Eintreten für die Umfassende Landesverteidigung gem. Art. 9a Abs. 1 und 2 B-VG
- sowie das Eintreten für die militärische Landesverteidigung als solche, insbesondere für das Milizsystem, gem. Art. 79 Abs. 1 B-VG.

In Anerkennung dieses Engagements und für die "außergewöhnlichen wehrpolitischen Leistungen und Verdienste um die militärische Landesverteidigung durch Unterstützung des Bundesheeres in seiner Öffentlichkeitsarbeit" zeichnete Verteidigungsministerin Klaudia Tanner den Dachverband anlässlich des XII. Tages der Wehrpflicht am 20. Jänner 2025 als "Partner des Bundesheeres" aus.

## Mitglieder des Verbandes
Die Plattform Wehrhaftes Österreich umfasst ordentliche und außerordentliche Mitglieder. Ordentliche Mitglieder können wehrpolitische Vereine und Verbände von überregionaler Bedeutung sein. Das sind
- Österreichische Offiziersgesellschaft
- Österreichische Unteroffiziersgesellschaft
- Österreichischer Kameradschaftsbund
- Interessensgemeinschaft der Berufsoffiziere
- Vereinigung Österreichischer Peacekeeper

Als außerordentliche Mitglieder können Vereinigungen von regionaler und fachspezifischer Bedeutung in den Dachverband aufgenommen werden. Das sind derzeit (Stand Jänner 2025, in der Reihenfolge des Beitritts):
- Traditionsverband der Sachsendragoner
- Rainerbund Salzburg
- Militärmusikfreunde Österreich
- Arbeitskreis Miliz – Club Maria Theresia
- Niederösterreichische Militärhistorische Gesellschaft
- Interessensgemeinschaft Umfassende Landesverteidigung
- Kameradschaft Feldmarschall Radetzky Oberösterreich
- Kameradschaft vom Edelweiß Steiermark
- Militär Fallschirmspringer Verbund-Ostarrichi
- Milizverband Österreich
- Pharmazeutischer Militär-Kameradschaftsbund
- Österreichische Chargengesellschaft
- Kameradschaft der Kärntner Freiwilligen Schützen
- Österreichisches Schwarzes Kreuz
- Milizverband Vorarlberg-Tirol
- Österreichischer Marineverband
- Gesellschaft für Landesverteidigung und Sicherheitspolitik in Tirol
- Österreichische Gesellschaft für Wehrmedizin und Wehrpharmazie

## Gründung
Bereits ab 2010 gab es in Ostösterreich (Wien, Niederösterreich, Burgenland) eine informelle Zusammenarbeit, um an der Meinungsbildung für die Volksbefragung über die Beibehaltung der allgemeinen Wehrpflicht am 20. Jänner 2013 mitzuwirken. Nach dem klaren Mehrheitsentscheid der Bevölkerung bei der Volksbefragung zur Wehrpflicht in Österreich 2013 wurde die Zusammenarbeit auf Bundesebene fortgesetzt.

## Wehrpolitische Aktivitäten
Seit 2014 wird jährlich am 20. Jänner der „Tag der Wehrpflicht“ mit verschiedenen Veranstaltungen gefeiert.
In der Broschüre Auf dem Weg in eine neue Wehrpflicht wurden die politischen Pro- und Contra-Argumente im Vorfeld der Volksbefragung 2013 dokumentiert.
Im Herbst 2015 wurde eine Bürgerinitiative „Stopp der Bundesheer-Zerstörung! Für ein sicheres Österreich“ gestartet, die von 45.000 Menschen unterzeichnet und im April 2016 dem Parlament übergeben wurde.
Vor der Nationalratswahl im Oktober 2017 präsentierte die Plattform ein Positionspapier mit sicherheitspolitischen Erwartungen an eine zukünftige Bundesregierung. Im März 2018 äußerte die Plattform heftige Kritik am Bundesheer-Budget der Jahre 2018/19 und dem Finanzrahmengesetz bis 2022. Dieser Kritik schloss sich ein Jahr später – im März 2019 – der Chef des Generalstabs, General Robert Brieger, mit Unterstützung von Verteidigungsminister Mario Kunasek mit seinem „Appell zur effektiven Landesverteidigung“. an.
Nach der Verschärfung des Ukraine-Krieges im Februar 2022 aktualisierte die Plattform ihr Positionspapier, unterstützte zwar den "Aufbauplan 2032+" von Generalstabschef Rudolf Striedinger und Verteidigungsministerin Klaudia Tanner forderte aber andererseits noch weitergehende Maßnahmen. Zentrale Forderung ist die Verlängerung von Wehr- und Zivildienst durch die Rückkehr zu verpflichtenden Übungen, um die Reaktionsfähigkeit und den Kampfwert der Miliz zu steigern.

## Vorsitz
Der Dachverband wird durch die Präsidentenkonferenz geleitet. Diese wählt einen Vorsitzenden, der die Plattform nach außen vertritt.
- 1. Vorsitzender vom 22. September 2015 – laufend: Brigadier Erich Cibulka (Stand Jänner 2025)